# Nordmannia prinoptas
Nordmannia prinoptas är en fjärilsart som beskrevs av Hans Zerny 1932. Nordmannia prinoptas ingår i släktet Nordmannia och familjen juvelvingar. Inga underarter finns listade i Catalogue of Life.